# Arco (Idaho)
Arco város az USA Idaho államában, Butte megyében, melynek megyeszékhelye is. Lakosainak száma 879 fő (2020. április 1.).

## Népesség
A település népességének változása:

| 2010 | 995 |
| 2020 | 879 |